# Tracking and Data Relay Satellite

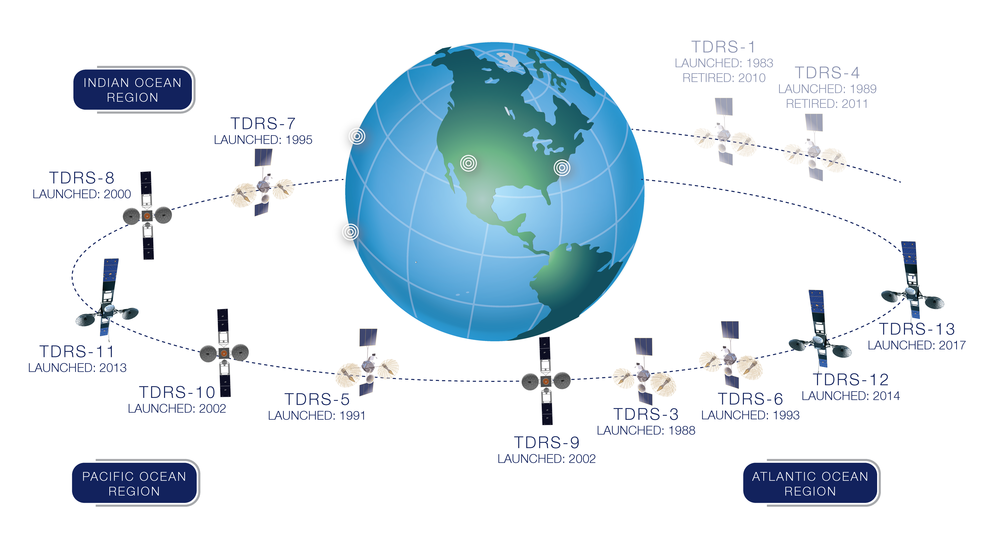
Ubicación de TDRS a marzo de 2019

Un Satélite de seguimiento y retransmisión de datos (en inglés: Tracking and Data Relay Satellite, TDRS) es un tipo de satélite de comunicaciones que forma parte del Sistema de Seguimiento y Retransmisión de Datos por Satélite (TDRSS) utilizado por la NASA y otras agencias gubernamentales de los Estados Unidos para comunicaciones hacia y desde "plataformas de usuario" independientes como satélites artificiales, globos, aviones, la Estación Espacial Internacional y bases remotas como la Estación Amundsen-Scott del Polo Sur.
Estos satélites fueron diseñados para reemplazar una red mundial existente de estaciones terrestres que había respaldado todas las misiones de vuelo tripuladas de la NASA y satélites en órbitas terrestres bajas. El objetivo principal del diseño era aumentar la cantidad de tiempo que estas naves espaciales estaban en comunicación con la Tierra y mejorar la cantidad de datos que podían transferirse. Todos estos satélites TDRS están diseñados y construidos para ser lanzados y funcionar en una órbita geosincrónica, a 35.786 km (22.236 millas) sobre la superficie de la Tierra.

## Satélites
Los siguientes satélites de seguimiento y retransmisión de datos (TDRS) forman o formaban parte del sistema TDRSS:
- TDRS-1 (TDRS-A)
- TDRS-B (destruido en el lanzamiento)
- TDRS-3 (TDRS-C)
- TDRS-4 (TDRS-D)
- TDRS-5 (TDRS-E)
- TDRS-6 (TDRS-F)
- TDRS-7 (TDRS-G)
- TDRS-8 (TDRS-H)
- TDRS-9 (TDRS-I)
- TDRS-10 (TDRS-J)
- TDRS-11 (TDRS-K)
- TDRS-12 (TDRS-L)
- TDRS-13 (TDRS-M)

Los primeros siete satélites TDRS fueron construidos por la corporación TRW. Las tres versiones posteriores han sido fabricadas por la división Satellite Systems de la corporación Boeing. Se han lanzado trece satélites; sin embargo, uno fue destruido en el desastre del Challenger (TDRS-B). TDRS-1 fue dado de baja en octubre de 2009.  TDRS-4 fue dado de baja en diciembre de 2011. Actualmente, diez satélites TDRS están en servicio. Todos los satélites TDRS han sido gestionados por el Centro de Vuelo Espacial Goddard de la NASA. El contrato para los satélites TDRS L y K se adjudicó a Boeing el 20 de diciembre de 2007. El 30 de noviembre de 2011, la NASA anunció la decisión de encargar un satélite TDRS adicional de tercera generación, el TDRS-M.

## Galería
- El lanzamiento de TDRS-K inicia la reposición de la flota mediante el desarrollo y despliegue de la nave espacial de próxima generación.
- Esta visualización comienza mostrando cómo una nave espacial típica (NIMBUS-7) se comunicaba con la Tierra antes de TDRS.
- Visualización que muestra los satélites TDRS comunicándose con los satélites de los clientes.